# Bleach: Shattered Blade
 (septembre 2012).
Si vous disposez d'ouvrages ou d'articles de référence ou si vous connaissez des sites web de qualité traitant du thème abordé ici, merci de compléter l'article en donnant les références utiles à sa vérifiabilité et en les liant à la section « Notes et références ».
 (septembre 2012).
Bleach: Shattered Blade (ＢＬＥＡＣＨ　Ｗｉｉ　白刃きらめく輪舞曲（ロンド Bleach Wii: Hakujin Kirameku Rondo) est un jeu de combat tiré de l'anime et manga à succès Bleach de Tite Kubo. Il est sorti en 2006 au Japon, en 2007 aux États-Unis et en 2008 en Europe et en Australie. Il a été développé par Polygon Magic et édité par Sega. C'est le premier jeu vidéo Bleach sorti sur Wii. 

## Histoire principale
Bleach: Shattered Blade relate les évènements depuis la destruction du Sokyoku et la trahison d'Aizen Sosuke jusqu'à l'arrivée des premiers arrancars et un peu plus. Le but du mode épisode du jeu (histoire)est que plusieurs personnages, chacun leur histoire,cherchent à rassembler les éclats du puissant Sokyoku, chacun pour un but différent qui est en fait guidé par Arturo Plateado, un arrancar enfermé depuis longtemps dans la chambre souterraine du Central 46. Arturo cherche à se venger des shinigamis et pour cela, il prend l'apparence de plusieurs des capitaines shinigamis afin de faire rassembler les éclats du Sokyoku pour lui. Le mode épisode vous permet de jouer l'histoire de 8 personnages dont Ichigo et Arturo. Pour débloquer un épisode, vous devez d'abord accomplir le précédent. À la fin de chaque épisode, Arturo meurt et disparaît, mais c'est l'épisode de Yoruichi Shihoin qui le supprime définitivement car elle est la seule shinigami à en savoir tout un sac sur Arturo. L'épisode Arturo voit Arturo battre Yamamoto Genryusai Shigekuni et prendre possession de la Soul Society.

## Système de jeu

### Mode Arcade et Versus
Dans ce jeu, vous pourrez choisir le mode arcade, qui vous permet de faire huit combats d'affilée avec un personnage. Lorsque vous effectuez les huit combats avec certains personnages, Vous pouvez débloquer de nouveaux personnages et bonus. Pour débloquer les persos et bonus, vous avez la possibilité de changer les options du mode arcade en appuyant sur plus (manette+nunchuk). Le mode facile est accepter pour le déblocage. (Attention, les options reviendront au par défaut à chaque fois que vous rallumer la console Wii.
Le mode Versus vous permet trois actions :
- La première est un jeu à Joueur 1 vs IA ;
- La seconde est un jeu Joueur 1 vs Joueur 2 ;
- La dernière, IA vs IA.

Vous effectuerez alors un combat contre le personnage de votre choix ou contre un ami ou vous regardez deux personnages, que vous avez choisi, se battre.

### Mode entraînement, magasin Urahara et galerie
En mode entraînement vous avez le choix entre vous entraîner simplement avec une personne au choix contre une autre au choix, apprendre le combat en didacticiel ou tester votre télécommande grâce au test télécommande.
Le magasin vous permet d'acheter les bonus que vous avez débloqués et d'autres bonus déjà en vente dans le magasins.
Le mode galerie vous montre les images, les sons et vidéos, ainsi que modélisations que vous avez achetés.

### Bonus
Il faut savoir que les bonus sont variés:
- Il y a en premier, les histoires des personnages.
- En second, les voix et modélisations des personnages qui vous permettent de voir le personnage choisi en 3D comme lorsque vous jouez.
- Ensuite, il y a les bonus habits, qui ne sont débloqués en mode arcade que pour certains personnages.

## Personnages
Voici maintenant la liste des personnages :
- Ichigo Kurosaki
- Yamamoto Genryusai Shigekuni
- Soi Fon
- Gin Ichimaru
- Aizen Sosuke
- Byakuya Kuchiki
- Sajin Komamura
- Shunsui Kyoraku
- Kaname Tosen
- Toshiro Hitsugaya
- Zaraki Kenpachi
- Mayuri Kurotsuchi
- Jushiro Ukitake
- Kisuke Urahara
- Kira Izuru
- Momo Hinamori
- Hanataro Yamada
- Renji Abarai
- Shuhei Hisagi
- Matsumoto Rangiku
- Yachiru Kusajishi
- Ikkaku Madarame
- Yumichika Ayasegawa
- Rukia Kuchiki
- Orihime Inoue
- Sado "Chad" Yasutora
- Uryu Ishida
- Ganju Shiba
- Yoruichi Shihoin
- Ulquiorra
- Grimmjow
- Arturo Plateado